# Theridion tigrae
Theridion tigrae là một loài nhện trong họ Theridiidae.
Loài này thuộc chi Theridion. Theridion tigrae được miêu tả năm 1996 bởi Esyunin & Efimik.